# Bonamente Aliprandi
Bonamente Aliprandi (Mantova, 1350 circa – Mantova, 1417) è stato uno scrittore italiano.

## Biografia

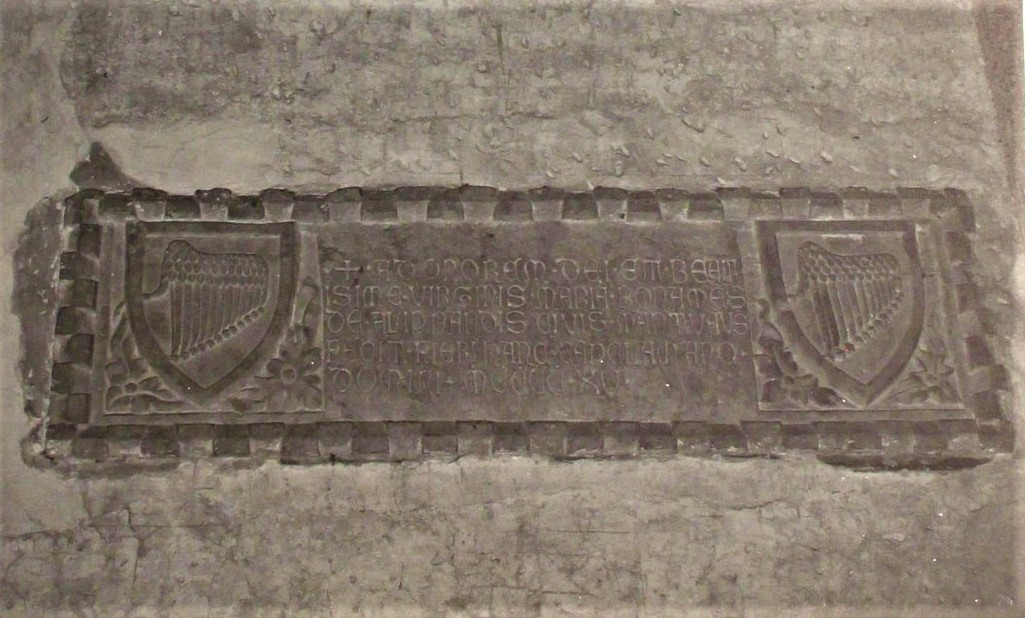
Iscrizione in caratteri gotici nella Cappella Aliprandi nel Santuario della Beata Vergine delle Grazie a Curtatone (Mantova): "AD HONOREM DEI ET BEATISSIMAE VIRGINIS MARIAE BONAMENS DE ALIPRANDIS CIVIS MANTUANUS FECIT FIERI HANC CAPELLAM ANNO DOMINI MCCCCXV (In onore di Dio e della Beata Vergine, Bonamente della famiglia Aliprandi, cittadino di Mantova, fece costruire questa cappella nel 1415)"

Era figlio di Simone, nato a Monzae deceduto prima del 1383. Studiò giurisprudenza e fu priore del collegio dei giureconsulti. 
Sposò Margherita Robbia e con quest'ultima nel 1380 partecipò alle nozze di Francesco I Gonzaga con Agnese Visconti. 
Nel 1382 fu inviato dai Gonzaga ad Avignone in qualità di ambasciatore presso il papa Urbano VI. 
Maggiorente vicino al marchese Francesco I Gonzaga, ricoprì anche cariche pubbliche. In particolare nel 1391 venne nominato massaro del Comune e nel 1393 rettore generale delle entrate.
È noto per essere stato autore di una Cronica de Mantua, più nota come Aliprandina, in cui racconta in volgare rimata in terzine la storia della città dalle origini fino al 1414, mischiando spesso fatti storici e mito.
Pur non avendo un grande valore letterario, e Aliprandi ne è consapevole, l'opera è un'utile fonte d'informazioni per il periodo in cui l'autore visse.
Fu un uomo d’affari, una sorta di appaltatore di servizi e di opere pubbliche, ed intrattenne ininterrotti rapporti economici con i Gonzaga per tutta la vita.
Nel 1397 fece erigere la sacrestia della chiesa di San Giacomo, nel 1398 l'altare della chiesa di Santa Maria Annunciata e nel 1409 la cappella di San Nicolò all’interno della chiesa di San Francesco.
Nel 1415 fece erigere la Cappella Aliprandi, in onore della Vergine, nel Santuario di Santa Maria delle Grazie a Curtatone (Mantova).
Morì il 9 febbraio del 1417 e fu sepolto nella cappella di S. Nicolò all'interno della chiesa di S. Francesco.